# 미라이 학살
미라이 학살( - 虐殺, 영어: My Lai Massacre, 베트남어: thảm sát Mỹ Lai)은 베트남 전쟁 중인 1968년 3월 16일 남베트남 미라이에서 발생한 미군에 의해 벌어진 민간인 대량 학살이다. 347명에서 504명으로 추정되는 희생자는 모두 비무장 민간인이었으며 상당수는 여성과 아동이었다. 학살 당한 이중 17명이 임산부와 173명의 어린이 그리고 5개월 미만의 유아 56명이었다고 한다. 더욱이 몇몇 희생자는 성폭력이나 고문을 당하기도 하였으며 시체 중 일부는 절단된 채 발견되었다. 이 사건에는 미군 26명이 가담하였으나 입대한 지 4개월 2주밖에 되지 않은 윌리엄 켈리 소위만이 유죄 판결을 받았다. 참고로 당시 그린 투 골드(Green To Gold) 제도는 굉장히 부실했으며 그 때문에 윌리엄 켈리는 지적 수준도 매우 낮은 데다가 지휘능력도 떨어지며 인간성에 결함마저 존재했음에도 불구하고 오직 병기본 훈련 성적이 우수하다는 이유만으로 그린 투 골드 제도를 통해 장교로 임관했다.

## 경과
| “ | 그는 45구경으로 아기를 쐈지만 빗나갔다. 우리는 모두 웃었다. 그는 서너 발자국 더 다가가 다시 총을 쐈지만 또 빗나갔다. 우리가 다시 웃어대자 그는 꼭지가 돌아버렸다. | ” |
|   | — 미라이 학살 예비 조사 보고서 , 미국회도서관 |   |

### 배경
미국 육군 23보병 사단, 11 여단, 20 보병 연대, 1대대, 찰리 중대는 1967년 12월 남베트남에 투입되었다. 투입 첫달은 별다른 교전이 없는 상황이었다. 3월 중순이 되자 중대원 5명이 부비 트랩에 의해 사망하였다.
1968년 구정 대공세 기간 동안 꽝응아이에서 남베트남 민족해방전선 48대대가 미군을 공격했다. 그 결과 미라이를 비롯한 여러 촌락이 흩어져 있는 꽝응아이의 손미 지역이 남베트남 민족해방전선의 수중으로 들어갔다. 미군은 이 촌락들에 대해 대대적인 반격을 결정했다. 오런 K. 헨더슨 대령은 "거기 가서 확 쓸어버려"라고 지시하였다. 프랭크 A. 베이커 중령은 1대대에게 가옥을 불태우고 가축을 죽이고 농경지를 불사르고 우물을 폐쇄하라고 명령하였다.
작전 전날 저녁 중대장 어니스트 메디나는 손미에서 시장이 철시되는 오전 7시까지 남베트남 해방전선 이거나 동조자로 의심되는 모든 민간 저항군을 몰아낼 것이라고 작전 개요를 중대원들에게 설명했다. 후일 메디나는 이 작전 계획이 여성이나 아동까지 포함되는 것은 아니었다고 진술하였으나 작전에 참여했던 소대장과 병사들은 자신들이 여성이나 아동, 가축을 가리지 않고 손미 지역의 모든 것을 게릴라 용의자로 간주하라고 지시받았다고 진술하였다.
다른 두 중대가 미라이 지역을 포위하는 동안 찰리 중대는 1소대를 선두로 미라이에 진입하였다.

### 학살
| “ | 몇몇은 도망가려고 했지만 모두 실패했다. 한 여성은 아이를 한 팔로 안고 달렸지만 도망칠 수 없었다. | ” |
|   | — 종군사진기자 로널드 L. 해벌                                                                    |   |

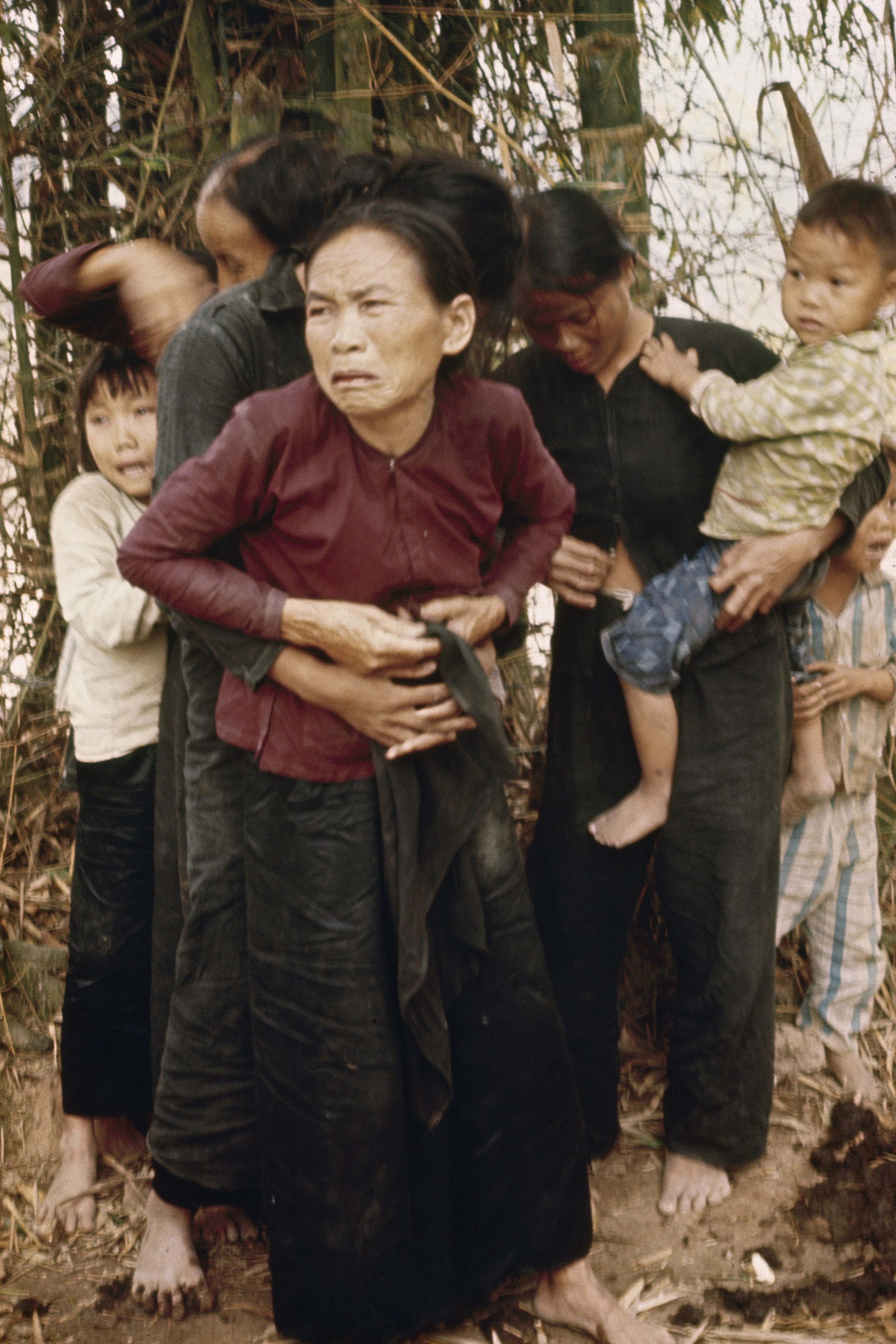
학살되기 직전의 여성과 아이들, 종군사진기자 로널드 L. 해벌이 촬영한 사진

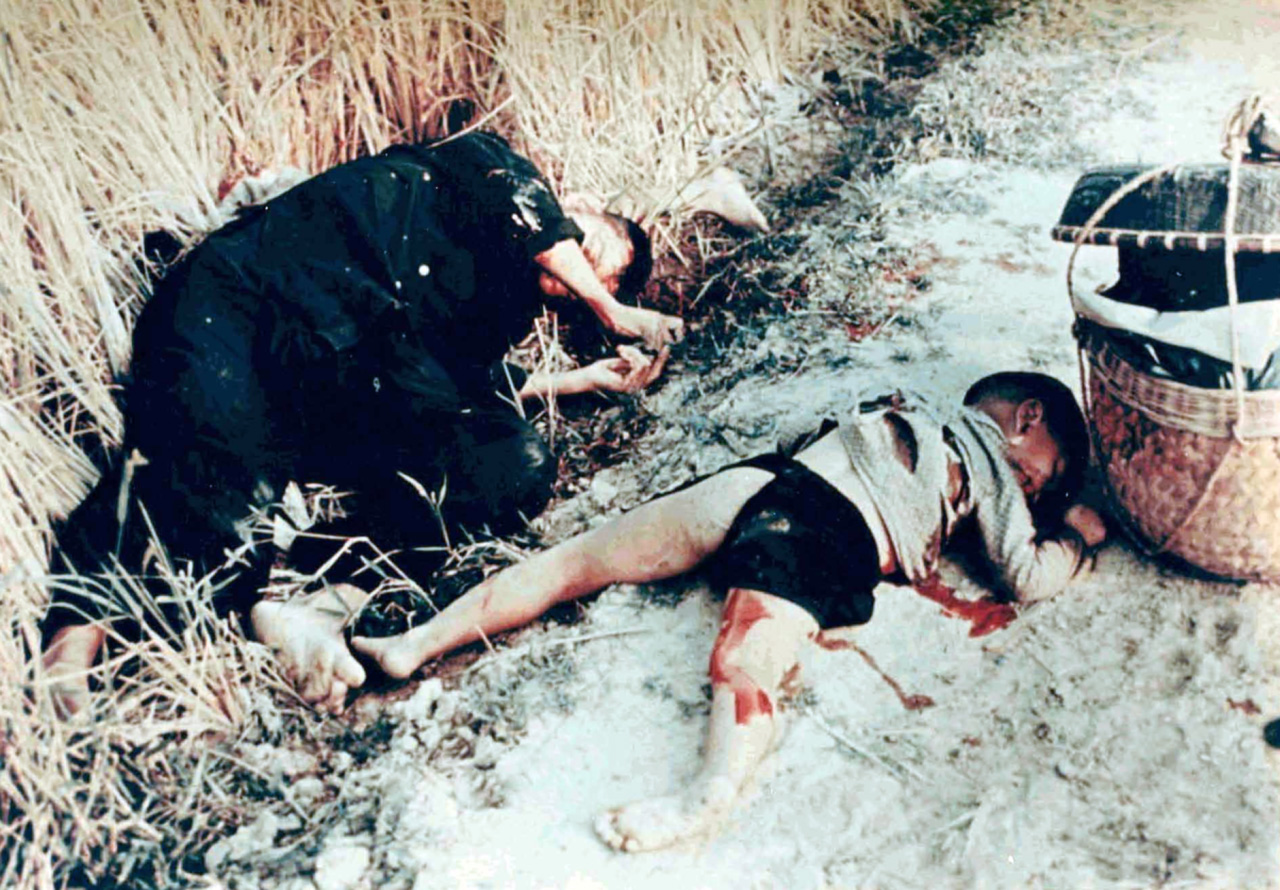
학살된 희생자

1968년 3월 16일 아침 찰리 중대는 공격용 헬리콥터를 통해서 소구경 대포와 함께 미라이에 진입했으나 적군을 찾을 수 없었다. 미군들은 가옥을 수색하여 사람들을 마을 한가운데로 몰아 세우고 자동화기로 학살하였다. 1소대는 70명에서 80명의 사람들을 2소대는 미라이 북쪽 미라이 4 촌락에서 60명에서 70명의 사람들을 학살하였다. 3소대는 도피하는 "적"을 추적하여 12명의 여성과 아동을 사살하였다.
찰리 중대가 작전완료를 보고하자 4대대가 미케 4 촌락 도착하였으며 90명 이상을 학살하였다. 이후 이틀간에 걸쳐 두 대대는 작전지역의 가옥과 우물을 파괴하였다.

### 헬기 정찰
| “ | 거긴 완전히 피범벅이었다. 지옥이 따로 없었다.                  | ” |
|   | — 이름이 알려지지 않은 헬리콥터 조종사 , 암흑의 미라이, tru TV |   |

헬리콥터 조종사 휴 톰슨 주니어 일급 준위는 작전지역을 비행하다가 노인, 여성, 아동으로 이루어진 비무장 민간인이 죽어있는 모습을 보았다. 그는 그들이 저항을 했다는 흔적을 찾을 수 없었다. 또한 그는 비무장 여성이 사살당하는 장면을 직접 목격했다. 톰슨 준위는 곧바로 무선으로 도움을 청하고 그곳에 착륙하여 자신의 헬리콥터에 부상자와 시체를 가능한 실어 옮기겠다고 말하고 도움을 요청했다. 그러나 1소대장 켈리 소위는 "명령에 따른 것일 뿐"이라며 그의 요청을 거부했다. 톰슨 준위는 파여진 구덩이에 들어가 있는 여성과 아이들을 발견했으며 2소대장에게 그들에게 발포할 경우 응사할 것이라 경고했다. 그는 여성과 아이들을 헬기에 실었다. 톰슨 준위와 동료들은 그들을 실어 나른 뒤 다시 미라이에 돌아와 시체들 속에서 4살이 채 안 돼 보이는 소년을 구할 수 있었다. 1994년 미국은 톰슨에게 장병의 훈장을 수여하였다.

### 폭로
미라이 학살이 미국내에서 큰 이슈가 되었던 것은 학살이 일어난 지 1년 뒤인 1969년이었다. 1969년 11월 12일 시모어 허시는 미라이 학살에 대해 특종 보도를 하였고, 이로 인해 미라이 학살은 베트남 전쟁을 일으킨 미국의 이미지는 더욱 안 좋아졌다. 이렇게 되자 미국 정부는 미라이 학살에 대한 진상규명에 나섰고, 이 학살에 가담했던 이들이 재판에 회부됐다. 재판에서 총 26명의 군인이 이 학살에 관여한 것으로 판명됐다. 그러나 법적으로 유죄 판결을 받은 이는 캘리 중위뿐이었다. 상급 명령권자인 영관급 장교들은 어떠한 처벌도 받지 않았다. 또한 재판에서 종신형을 선고받은 캘리 중위도 두 차례의 감형을 받았으며, 3년 반 동안 가택연금 상태로 지낸 이후 사면됐다. 이와는 별개로 수천 명의 미국인들이 캘리 중위를 옹호했으며, 어떤 이들은 “공산주의자들”에 맞서기 위해 필요했던 그의 행동을 애국이라는 이름으로 정당화하기도 했다. 아래에 있는 내용은 켄 번즈의 다큐멘터리 PBS 베트남 전쟁 시리즈에 나오는 당시 인터뷰 내용이다.
방송 진행자: 어떤 사람들이었죠? 양민, 여자, 아이들이었나요?
폴 메들로: 양민, 여자, 아이들요.
방송 진행자: 아기도요?
폴 메들로: 아기도요.
폴 메들로: 캘리 소위가 와서 그랬어요. 저들을 어째야 하는지 알지? 그래서 전 '예'라고 했죠. 당연히 전 감시하라는 말인 줄 알았어요. 갔다가 10분에서 15분 후에 다시 돌아오더니 켈리 소위가 여태 안 죽이고 뭐 했어? 라고 그랬어요.
방송 진행자: 당신은 그때 몇 명이나 죽였나요?
폴 메들로: 전 자동화기를 쐈는데, 그냥 마구 갈겼습니다. 너무나도 빨리 지나가서 몇 명이나 죽였는지는 모르겠어요. 아마 10명에서 15명 정도 죽였을 겁니다.
방송 진행자: 양민, 여자, 아이들을요?
폴 메들로: 양민, 여자, 아이들요.
방송 진행자: 아기도요?
폴 메들로: 아기도요.
폴 메들로: 내가 왜 그랬냐고요? 전 명령을 받았기 때문이었습니다. 그건 마치 그땐 정당한 일을 한다고 생각했어요. 정말로요! 전우를 잃었거든요. 정말, 정말 친했던 친구 바비 윌슨요. 그게 마음에 걸렸어요. 그게 마음에 걸려서요. 그러고 나니 속이 후련했어요. 하지만 그날 이후로 그 사건이 나를 괴롭혔어요.
방송 진행자: 젊고 능력 있고 용감한 미군이 노인과 여자, 어린이, 아기들을 한 줄로 세우고, 냉혈한처럼 쏴 죽인다는 걸 많은 선량한 미국인은 받아들이기 힘들 것 같은데, 어떻게 설명하시겠어요?

폴 메들로: 모르겠습니다.— PBS 다큐 베트남 전쟁 8화

## 사진

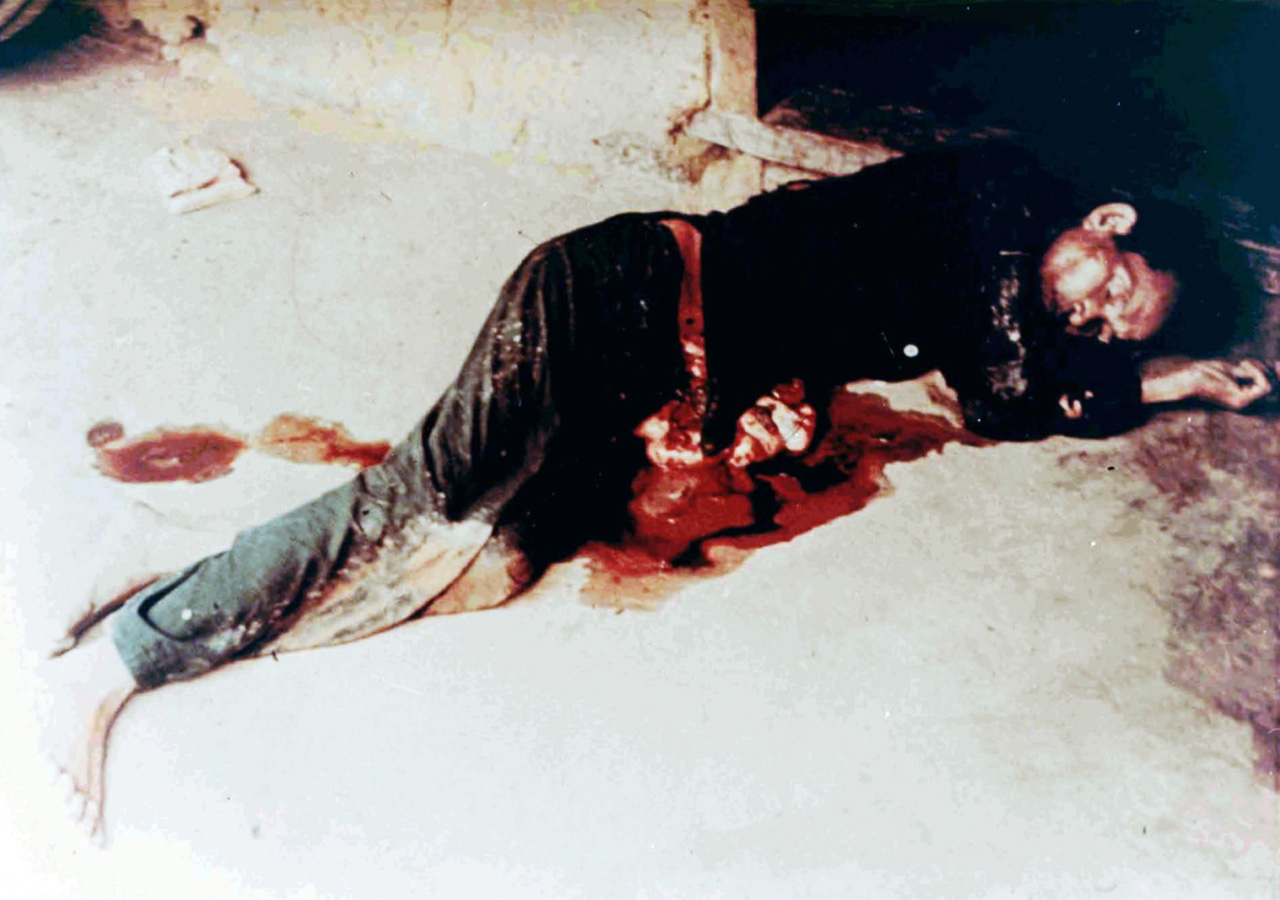
신원 미상의 베트남 남성
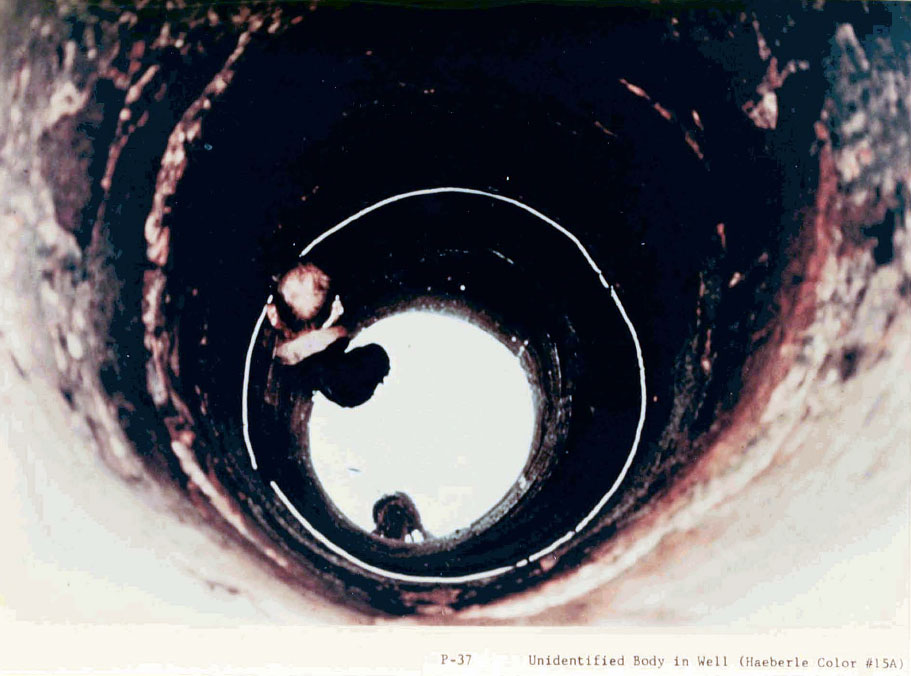
우물에 유기된 아이
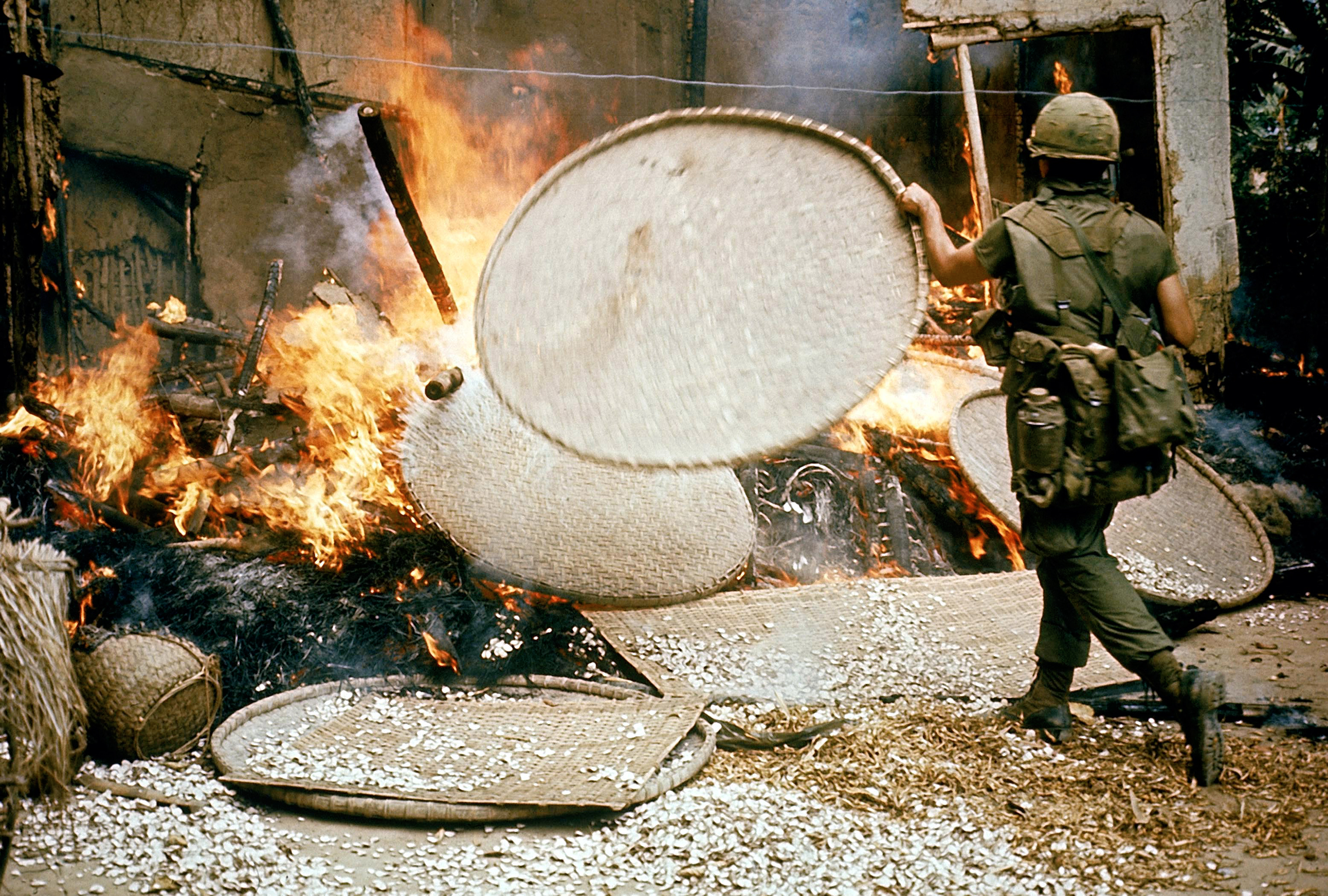
가옥을 불태우는 모습
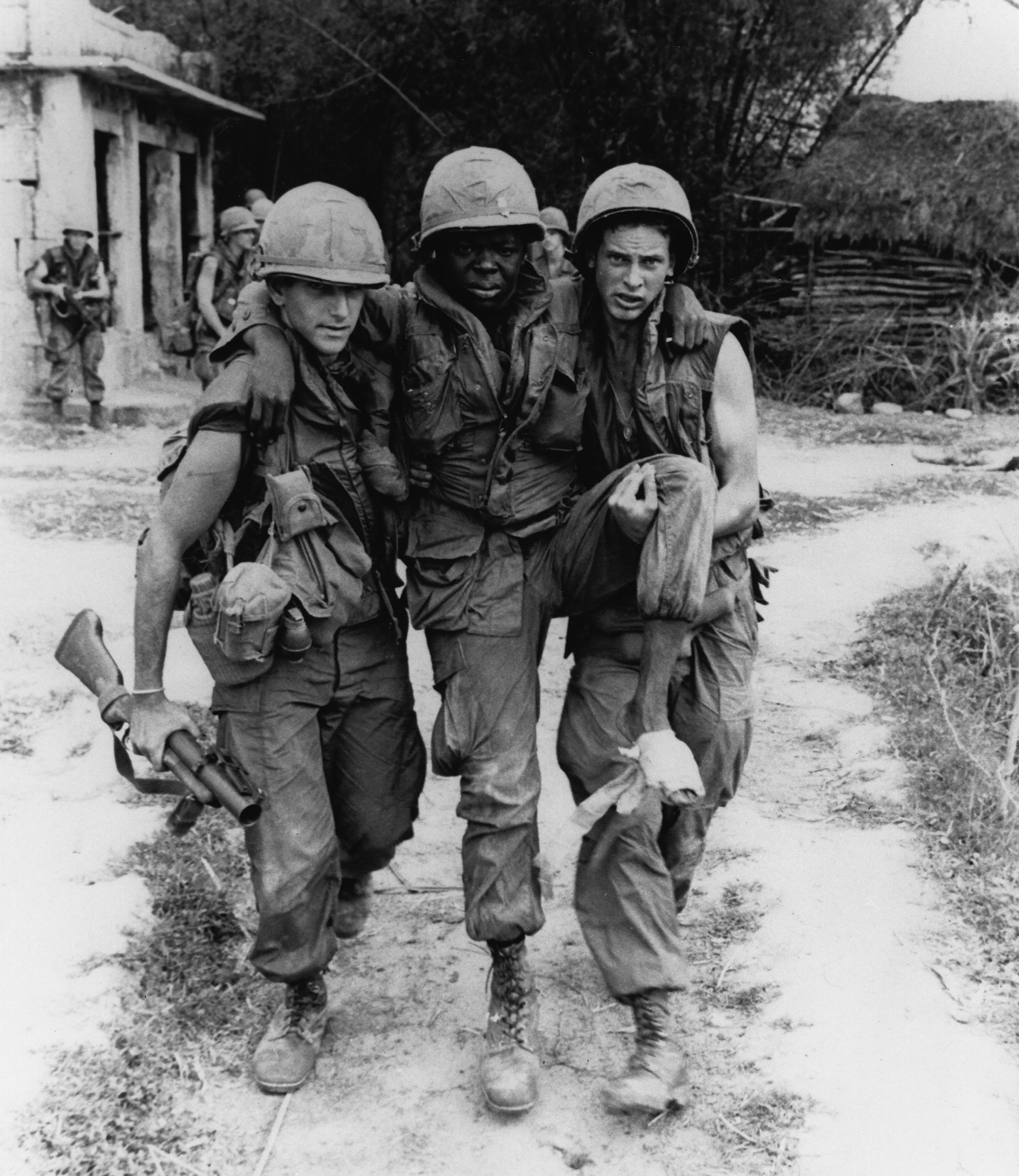
미라이에 투입된 미군
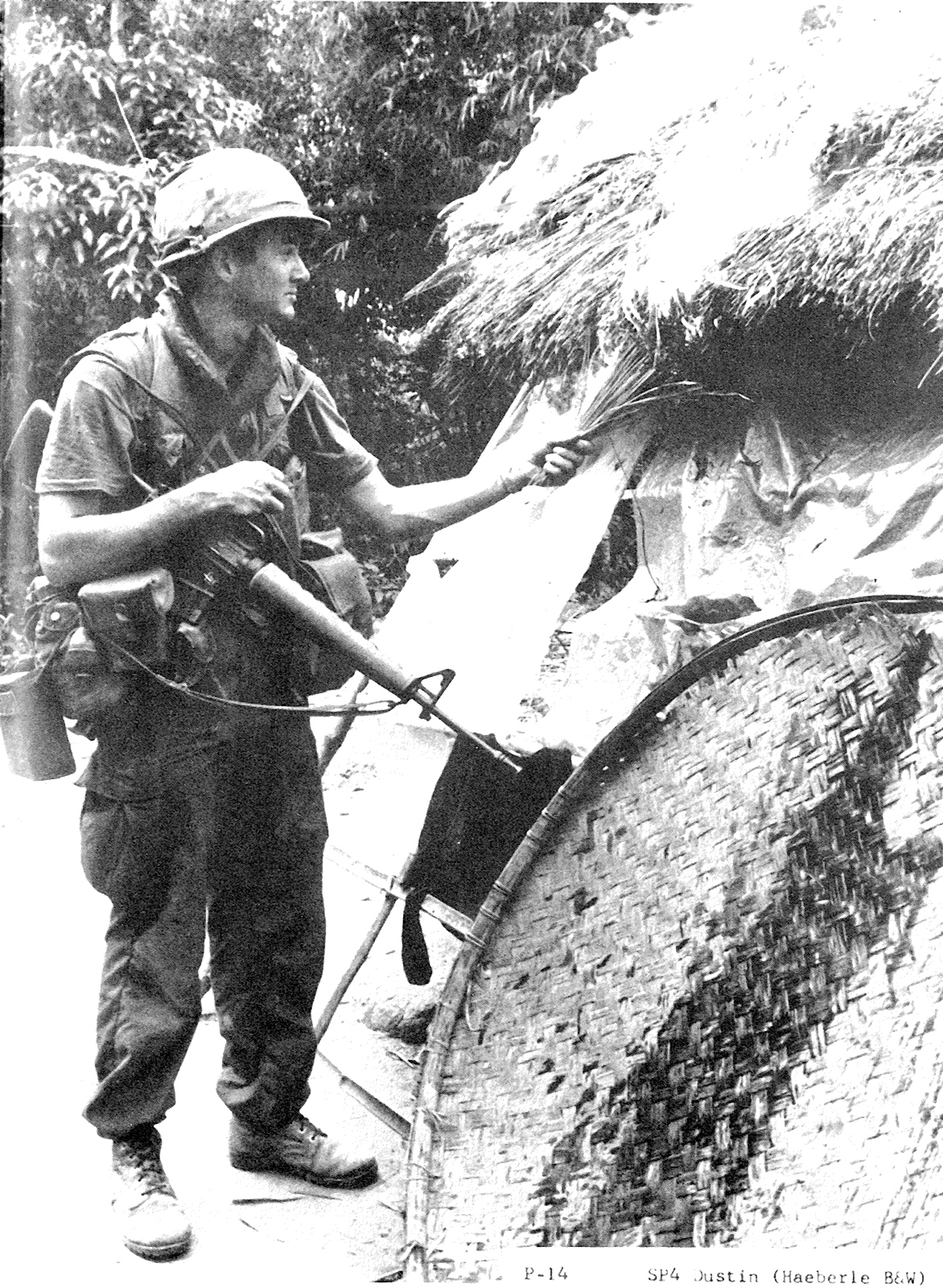
가옥을 파괴하는 미군
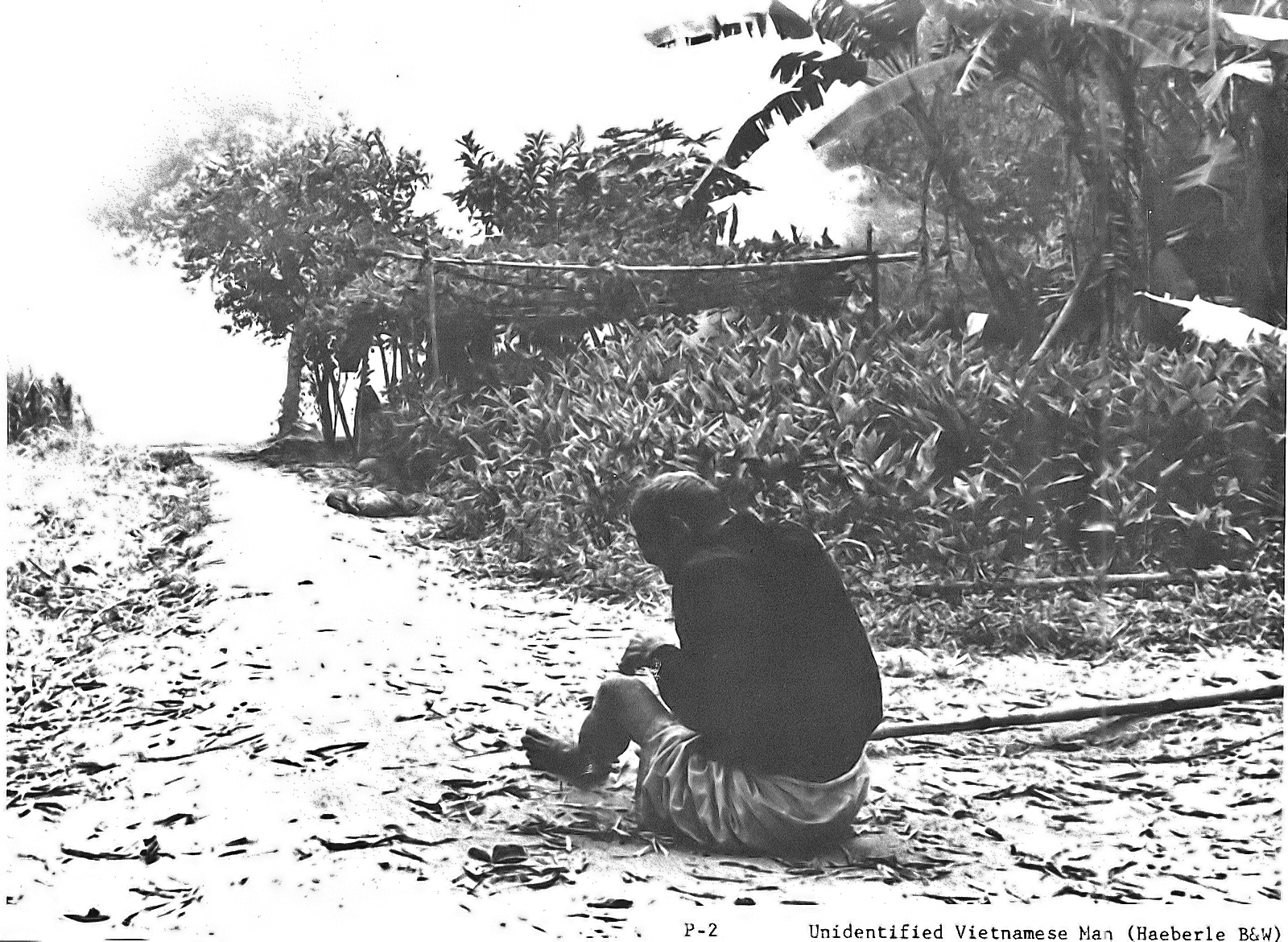
신원 미상의 베트남 남성
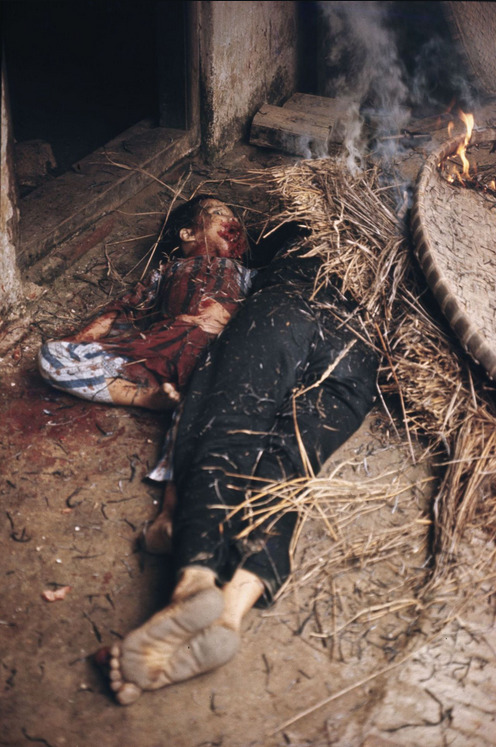
학살당한 베트남 아이

## 같이 보기
- 퐁니·퐁넛 양민학살 사건
- 빈호아 학살
- 하미 마을 학살 사건